# Mario Fasciano
Mario Roberto Fasciano (Napoli, 12 marzo 1950) è un batterista, polistrumentista, cantante, compositore e produttore discografico italiano conosciuto per essere stato membro dei Rogers, e per la sue collaborazioni con artisti internazionali quali Don Airey e Rick Wakeman.

## Biografia
Nato a Napoli, inizia la sua attività come batterista nel 1967 con gruppi rock italiani, trascorrendo anche un breve periodo a Londra.
Tornato in Italia, si unisce ai Rogers e poi incide, per la RCA, con formazioni sperimentali (tra cui gli Ebrei) da cui nasceranno, ben presto, i primi pezzi italiani rock progressivo.
Dopo la parentesi attiva in pedana si dedica ad arrangiamenti e colonne sonore (discografiche, televisive e teatrali). 
In qualità di musicista, collabora con Raffaella Carrà ed Enzo Cerusico.
Nel 1985 incide il disco Amicale, insieme al chitarrista brasiliano Irio De Paula.
Nel 1990 incide Black Knights at the Court of Ferdinand IV, con uno dei più grandi tastieristi del mondo, Rick Wakeman, le cui musiche vennero eseguite, per la prima volta, alla presenza della regina Elisabetta II in uno storico concerto annunciato anche dalla BBC.
Nel 1998  Wakeman e Fasciano, all’Isola di Man (abituale residenza di Wakeman e sede del suo studio), incisero un secondo album, intitolato Stella bianca alla corte di Re Ferdinando.

## Discografia

### Solista
- 1986 - Amicale (con Irio De Paula)
- 1988 - Black Knights at The Court Of Ferdinand IV (con Rick Wakeman)
- 1997 - A Musica 'e Napule (con Irio De Paula)
- 1998 - Stella Bianca alla Corte di Re Ferdinando (con Rick Wakeman)

### Con i Rogers
- 1968 - Guarda

### Con la Mario Fasciano Band
- 2007 - Porta San Gennaro Napoli
- 2019 - Entanglement
- 2022 - Anima e cuore

### Con i Brian Auger's Oblivion
- 1987 - Keys to the Heart

### Collaborazioni
- 1983 – Stars On Donna - Carmen Russo
- 1984 – Le canzoni di Drive In- Carmen Russo
- 1994 – Una notte italiana - Carmen Russo
- 1993 - Hola Raffaella - Raffaella Carrà
- 1995 - Ay, ay, mamà - Carmen Russo
- 2011 – All Out - Don Airey
- 2012 - Cool Jazz Grooves - Rob Townsend
- 2014 – Keyed Out - Don Airey
- 2016 - Lotto Infinito - Enzo Avitabile